# Ozodiceromya nigra
Ozodiceromya nigra is een vliegensoort uit de familie van de viltvliegen (Therevidae). De wetenschappelijke naam van de soort is voor het eerst geldig gepubliceerd in 1823 door Say.